# Dominique Vian
Dominique Marie André Ferdinand Vian (Valence, 25 december 1944) is een hoog Frans ambtenaar en prefect, specialist van Franse overzeese gebiedsdelen.
Dominique Vian is een specialist betreffende de Franse overzeese gebiedsdelen. Hij was achtereenvolgens secretaris-generaal van de prefectuur van Mayotte,
regionaal prefect van Frans Guyana, prefect van Guadeloupe, en prefect van La Réunion. In 2005-2006 was hij binnen het ministerie van de Franse Overzeese gebieden directeur van het kabinet van minister François Baroin. In 2010 kreeg hij pensioen als prefect, maar in 2011 kreeg hij opnieuw een functie binnen het ministerie van overzeese gebiedsdelen, dit keer onder minister Marie-Luce Penchard.
Andere functies die hij vervuld heeft zijn onder andere in Frankrijk prefect van de Ardèche en van de Alpes-Maritimes; bijzonder adviseur van de Voorzitter van de Senaat voor de lokale autoriteiten in Frankrijk en daarbuiten. Hij was in 1999 enige maanden gedetacheerd bij de Verenigde Naties als leider van het civiele interim-bestuur in Kosovo,

## Carrière
- 1982-1984 : secretaris-generaal van de prefectuur van Mayotte
- 1984-1994 diverse publieke en private bestuursfuncties in Frankrijk.
- mei 1994 - januari 1997: secretaris-generaal van de prefectuur van Guadeloupe
- januari 1997 - mei 1999: prefect van Frans-Guyana
- mei 1999 - augustus 1999: leider van het civiele interim-bestuur in Kosovo (gedetacheerd bij de organisatie van de Verenigde Naties)
- augustus 1999 - augustus 2002: prefect van Ardèche
- augustus 2002 - juli 2004: prefect van Guadeloupe
- juli 2004 - juni 2005: prefect van La Réunion
- juni 2005 - juli 2006: directeur van het kabinet van François Baroin, Minister van de Franse overzeese gebieden
- augustus 2006 - oktober 2008: prefect van de Alpes-Maritimes
- november 2008-2010: Speciaal adviseur van de Voorzitter van de Franse Senaat voor de territoriale gemeenschappen van Frankrijk en zijn overzeese gebiedsdelen.
- november 2011- : Adviseur van de minister van overzeese gebiedsdelen.

## Honneurs
- 7 mei 1991: Ridder van het Légion d'Honneur
- 9 april 2004: officier in het Légion d'Honneur